# Календарь святых (Церковь Англии)
Календарь святых Церкви Англии содержит дни памяти многих святых из литургического календаря Римско-католической церкви и дни памяти разных известных христиан, большей частью живших после Реформации и имевших английское происхождение.
В англиканстве нет механизма канонизации святых. По этой причине в англиканских церквях не используют титул «святой» по отношению к христианским подвижникам и почти не использует его в отношении святых, канонизированных до Реформации. В календаре Церкви Англии не упоминаются подвижники из Ветхого Завета.
На Ламбетской конференции 1958 года была принята резолюция 79, которая объяснила поминовение святых и героев христианской церкви в англиканском сообществе:

«Что касается библейских святых, следует позаботиться о поминовении мужчин или женщин в терминах, которые строго соответствуют фактам, известным в Священном Писании.
В случае с другими именами календарь должен быть ограничен теми, чей исторический характер и благочестие не вызывают сомнений.
При выборе новых имён следует соблюдать икономию и не следует вводить спорные имена до тех пор, пока их нельзя будет увидеть в исторической перспективе.
Добавление нового имени, как правило, должно быть результатом широко распространённого желания, выраженного в соответствующем регионе в течение разумного периода времени».

Не существует единого календаря для всех церквей англиканского сообщества; каждая церковь составляет свой собственный календарь согласно местной церковной истории и традиции. По этой причине, Календарь святых Церкви Англии содержит ряд имён важных для истории этой церкви.
Дни в календаре делятся на великие праздники, праздники, малые праздники или памятные даты. Память христианских подвижников, относящихся ко времени после Реформации, отмечены только малыми праздниками или памятными датами, соблюдение которых не является обязательным.
Ниже перечислены литургические дни памяти из книги Общего поклонения, которую используют для богослужений в Церкви Англии. Календарь был завершен в 2000 году. В 2010 году в него были добавлены ряд других имён. Отдельные епархии и общества могут вносить в календарь дополнительные праздники для местного поклонения. Список литургических дней памяти включает дату праздника, имя человека или лиц, поминаемых в этот день, характер и место их служения, год смерти. Жирным шрифтом и заглавными буквами обозначены великие праздники и особенные святые дни. Жирным шрифтом обозначены праздники. Простым шрифтом — малые праздники. Курсивом — памятные даты.

## Переносные дни
- Крещение Господне, воскресенье после Богоявления (когда Богоявление празднуется 6 января).
- ПЕПЕЛЬНАЯ СРЕДА, среда за 46 дней до Пасхи.
- ЧИСТЫЙ ЧЕТВЕРГ, четверг на неделе до Пасхи.
- СТРАСТНАЯ ПЯТНИЦА, пятница на неделе до Пасхи.
- ПАСХА, первое воскресенье после пасхального полнолуния.
- ВОЗНЕСЕНИЕ, четверг, сороковой день после Пасхи.
- ПЯТИДЕСЯТНИЦА, воскресенье, пятидесятый день после Пасхи.
- ДЕНЬ СВЯТОЙ ТРОИЦЫ, воскресенье после Пятидесятницы.
- День благодарения за установление Святого Причастия, четверг после Дня Святой Троицы.
- Праздник освящения, первое воскресенье октября или последнее воскресенье после Дня Святой Троицы, если дата неизвестна.
- Христос Вседержитель, воскресенье перед Адвентом.

## Январь
- 1 Обрезание Господне
- 2 Василий Великий и Григорий Назианзин, епископы, учителя веры, 379 год и 389 год.

Серафим, иеромонах Саровского монастыря, духовный наставник, 1833 год.
Самуэль Азария Веданаягам, епископ Южной Индии, евангелист, 1945 год.
- 6 БОГОЯВЛЕНИЕ — отмечается в воскресенье между 2 и 8 января.
- 10 Уильям Лод, архиепископ Кентербери, 1645 год.
- 11 Мэри Слессор[англ.], миссионерка в Западной Африке, 1915 год.
- 12 Элред, настоятель Ривоского монастыря[англ.], 1167 год.

Бенедикт Бископ, настоятель Вермутского монастыря, учёный, 689 год.
- 13 Иларий, епископ Пуатье, учитель веры, 367 год.

Кентигерн, он же Мунго, епископ-миссионер Стратклайда и Камбрии, 603 год.
Джордж Фокс, основатель Религиозного общества друзей, 1691 год.
- 17 Антоний Великий, отшельник, аббат Фиваидской пустыни, 356 год.

Чарльз Гор, епископ, основатель Общины Воскресения, 1932 год.
- 18-25 НЕДЕЛЯ МОЛИТВ О ЕДИНСТВЕ ХРИСТИАН.
- 18 Эми Кармайкл[англ.], основательница Донаверского сообщества, духовный писатель, 1951 год.
- 19 Вульфстан, епископ Вустера[англ.], 1095 год.
- 20 Ричард Ролл из Хэмпола[англ.], отшельник, духовный писатель, 1349 год.
- 21 Агнесса, дева-мученица в Риме, 304 год.
- 22 Викентий из Сарагосы, диакон , первый мученик испанский, 304 год.
- 24 Франциск Сальский, епископ Женевы[англ.], учитель веры, 1622 год.
- 25 Обращение Павла.
- 26 Тимофей и Тит, сподвижники Павла.
- 28 Фома Аквинский, священник, философ, учитель веры, 1274 год.
- 30 Карл Стюарт, король и мученик, 1649 год.
- 31 Джованни Боско, священник, основатель Общества Святого Франциска Сальского, 1888 год.

## Февраль
- 1 Бригитта, настоятельница Килдэрского монастыря, около 525 года.
- 2 СРЕТЕНИЕ — отмечается в воскресенье с 28 января по 3 февраля.
- 3 Ансгар, архиепископ Бремена[англ.], миссионер в Дании и Швеции, 865 год.
- 4 Гильберт из Семпрингхема[англ.], основатель Ордена гильбертинцев, 1189 год.
- 6 Японские мученики, 1597 год.
- 10 Схоластика, сестра Бенедикта, настоятельница Пьюмарольского монастыря, около 543 года.
- 14 Кирилл и Мефодий, миссионеры у славян, 869 год и 885 год.

Валентин, мученик в Риме, около 269 года.
- 15 Зигфрид, епископ, просветитель Швеции, 1045 год.

Томас Брей, священник, основатель Общества распространения христианского учения и Объединённого общества распространения Евангелия, 1730 год.
- 17 Джанани Лувум?!, архиепископ Уганды, мученик, 1977 год.
- 23 Поликарп, епископ Смирны, мученик, около 155 год.
- 27 Джордж Герберт, священник, поэт, 1633 год.

Альтернативные даты:
- Память Матфию может отмечаться 24 февраля, вместо 14 мая.

## Март
- 1 Давид, епископ Меневии, покровитель Уэльса, около 601 года.
- 2 Чэд, епископ Личфилда, миссионер, 672 год.
- 7 Перпетуя и Фелицитата с сподвижниками, мученики в Карфагене, 203 год.
- 8 Эдвард Кинг[англ.], епископ Линкольна, 1910 год.

Феликс, епископ Данвича, просветитель Восточной Англии, 647 год.
Джеффри Стаддерт-Кеннеди, священник, поэт, 1929 год.
- 17 Патрик, епископ, миссионер, покровитель Ирландии, около 460 год.
- 18 Кирилл, епископ Иерусалима, учитель веры, 386 год.
- 19 Иосиф Обручник.
- 20 Катберт, епископ Линдисфарна, миссионер, 687 год.
- 21 Томас Кранмер, архиепископ Кентербери, мученик Реформации, 1556 год.
- 24 Уолтер Хилтон[англ.] из Тергартэна[англ.], регулярный каноник, мистик, 1396 год.

Поль Кутюрье, священник, экуменист, 1953 год.
Оскар Ромеро, архиепископ Сан-Сальвадора, мученик, 1980 год.
- 25 БЛАГОВЕЩЕНИЕ.
- 26 Гарриет Монселл[англ.], основательница Общины Святого Иоанна Крестителя[англ.], 1883 год.
- 31 Джон Донн, священник, поэт, 1631 год.

Альтернативные даты:
- Память Чэду может отмечаться вместе с памятью Седду 26 октября, вместо 4 марта.
- Память Катберту может отмечаться 4 сентября, вместо 20 марта.

## Апрель
- 1 Фредерик Денисон Морис, священник, учитель веры, 1872 год.
- 9 Дитрих Бонхёффер, пастор, мученик, 1945 год.
- 10 Уильям Лоу[англ.], священник, духовный писатель, 1761 год.

Уильям Оккам, монах, философ, учитель веры, 1347 год.
- 11 Джордж Селуин[англ.], первый епископ Новой Зеландии, 1878 год.
- 16 Изабелла Гилмор, диаконисса, 1923 год.
- 19 Альфедж, архиепископ Кентербери, мученик, 1012 год.
- 21 Ансельм, настоятель Бекского монастыря, архиепископ Кентербери, учитель веры, 1109 год.
- 23 Георгий, мученик, покровитель Англии, около 304 года.
- 24 Меллит, епископ Лондона, 624 год.

Меланезийские мученики, Соломоновы острова, 2003 год.
- 25 Марк Евангелист.
- 27 Кристина Джорджина Россетти, поэтесса, 1894 год.
- 28 Пьер Шанель, миссионер в Южной Океании, мученик, 1841 год.
- 29 Екатерина Сиенская, учитель веры, 1380 год.
- 30 Пандита Мэри Рамабай[англ.], переводчица Библии, 1922 год.

## Май
- 1 Филипп и Иаков.
- 2 Афанасий Великий, епископ Александрии, учитель веры, 373 год.
- 4 Английские святые и мученики Реформации.
- 8 Юлиана Нориджская, духовная писательница, около 1417 год.
- 12 Грегори Дикс[англ.], священник, монах, учёный, 1952 год.
- 14 Матфий.
- 16 Каролина Чисхолм, реформатор общественной жизни, 1877 год.
- 19 Дунстан, архиепископ Кентербери, реформатор монашеской жизни, 988 год.
- 20 Алкуин из Йорка, дьякон, настоятель Турского монастыря, 804 год.
- 21 Елена, защитница мест поклонения, 330 год.
- 24  Джон и Чарльз Уэсли, евангелисты, авторы гимнов, 1791 год и 1788 год.
- 25  Беда Достопочтенный, монах Джарроуского монастыря, учёный, историк, 735 год.

Альдхельм, епископ Шерборна, 709 год.
- 26  Августин, первый епископ Кентербери, 605 год.

Жан Кальвин, реформатор, 1564 год.
Филипп Нери, основатель Конгрегации ораторианцев, духовный наставник, 1595 год.
- 28 Ланфранк, настоятель Бекского монастыря, архиепископ Кентербери, учёный, 1089 год.
- 30 Джозефина Батлер, реформатор общественной жизни, 1906 год.

Жанна д’Арк, визионерка, 1431 год.
Аполо Кивебулайа, священник, евангелист в Центральной Африке, 1933 год.
- 31 Встреча Марии и Елизаветы.

Альтернативные даты:
- Память Матфию может отмечаться 24 февраля, вместо 14 мая.
- Встреча Марии и Елизаветы может отмечаться 2 июля, вместо 31 мая.

## Июнь
- 1 Юстин, мученик в Риме, около 165 года.
- 3 Угандийские мученики, 1885–1877 годы и 1977 год.
- 4 Петрок[англ.], настоятель Падстоуского[англ.] монастыря, около 564 года.
- 5 Бонифаций он же Уинфрит из Кредитона, епископ, просветитель Германии, мученик, 754 год.
- 6 Ини Копуриа, основатель Меланезийского братства[англ.], 1945 год.
- 8 Томас Кен, епископ Бата и Уэлса[англ.], неприсягатель[англ.], автор гимнов, 1711 год.
- 9 Колумба, настоятель Айонского монастыря, миссионер, 597 год.

Ефрем Сирин, дьякон, автор гимнов, учитель веры, 373 год.
- 11 Варнава.
- 14 Ричард Бакстер, пуританский богослов, 1691 год.
- 15 Эвелин Андерхилл[англ.], духовная писательница, 1941 год.
- 16 Ричард, епископ Чичестера[англ.], 1253 год.

Джозеф Батлер, епископ Дарема, философ, 1752 год.
- 17 Сэмюэл Огастес Барнетт[англ.] и Генриетта Октавия Уэстон-Барнетт, супруги, реформаторы общественной жизни, 1913 год и 1936 год.
- 18 Бернард Мизеки[англ.], просветитель Машоналенда, мученик, 1896 год.
- 19 Сундар Сингх[англ.], садху, евангелист, учитель веры, 1929 год.
- 22 Альбан, первый мученик британский, около 250 года.
- 23 Этельдреда, настоятельница Илийского монастыря, около 678 года.
- 24 Рождество Иоанна Крестителя.
- 27 Кирилл, епископ Александрии, учитель веры, 444 год.
- 28 Ириней, епископ Лиона, учитель веры, около 200 года.
- 29 Пётр и Павел.

Альтернативные даты:
- Память Петру может отмечаться без памяти Павлу 29 июня.

## Июль
- 1 Генри[англ.], Джон[англ.] и Генри Венн-младший[англ.], священники, евангелические богословы, 1797 год, 1813 год и 1873 год.
- 3 Фома.
- 6 Томас Мор, учёный и Джон Фишер, епископ Рочестера[англ.], мученики Реформации, 1535 год.
- 11 Бенедикт, настоятель Монтекассинского монастыря, отец западного монашества, около 550 года.
- 14 Джон Кибл, священник, участник Оксфордского движения, поэт, 1866 год.
- 15 Свитун, епископ Винчестера[англ.], около 862 года.

Бонавентура, монах, епископ, учитель веры, 1274 год.
- 16 Осмунд, епископ Солсбери, 1099 год.
- 18 Элизабет Ферард, первая диаконисса в Церкви Англии, основательница Общины Святого Андрея[англ.], 1883 год.
- 19 Григорий, епископ Ниссы и его сестра Макрина, диаконисса, учителя веры, около 394 года и около 379 года.
- 20 Маргарита, мученица в Антиохии, около 307 года.

Бартоломе де лас Касас, просветитель коренных американцев, 1566 год.
- 22 Мария Магдалина.
- 23 Бригитта, настоятельница Вадстенского монастыря, 1373 год.
- 25 Иаков Старший.
- 26 Анна и Иоаким, родители Пресвятой Девы Марии.
- 27 Брук Фосс Уэсткотт[англ.], епископ Дарема, учитель веры, 1901 год.
- 29 Мария, Марфа и Лазарь, друзья Господни.
- 30 Уильям Уилберфорс, реформатор общественной жизни, Олауда Эквиано и Томас Кларксон, борцы против рабства, 1833 год, 1797 год и 1846 год.
- 31 Игнатий де Лойола, основатель Общества Иисуса, 1556 год.

Альтернативные даты:
- Встреча Марии и Елизаветы может отмечаться 2 июля, вместо 31 мая.
- Память Фоме может отмечаться 21 декабря, вместо 3 июля.
- Память Томасу Бекету может отмечаться 7 июля, вместо 29 декабря.

## Август
- 4 Жан Батист Мари Вианней, кюре из Арса, духовный наставник, 1859 год.
- 5 Освальд, король Нортумбрии, мученик, 642 год.
- 6 Преображение Господне.
- 7 Джон Мейсон Нил, священник, автор гимнов, 1866 год.
- 8 Доминик, священник, основатель Ордена проповедников, 1221 год.
- 9 Мэри Самнер[англ.], основательница Союза матерей[англ.], 1921 год.
- 10 Лаврентий, дьякон, мученик в Риме, 258 года.
- 11 Клара Ассизская, основательница Ордена бедных дам, 1253 год.

Джон Генри Ньюмен, священник, участник Оксфордского движения, 1890 год.
- 13 Джереми Тейлор, епископ Дауна и Коннора[англ.], учитель веры, 1667 год.

Флоренс Найтингейл, сестра милосердия, реформатор общественной жизни, 1910 год.
Октавия Хилл, реформатор общественной жизни, 1912 год.
- 14 Максимилиан Кольбе, монах, мученик, 1941 год.
- 15 Пресвятая Дева Мария.
- 20 Бернард, настоятель Клервоского монастыря, учитель веры, 1153 год.

Уильям Бут и Кэтрин Мамфорд-Бут, супруги, основатели Армии спасения, 1912 год и 1890 год.
- 24 Варфоломей.
- 27 Моника, мать Аврелия Августина, 387 год.
- 28 Аврелий Августин, епископ Гиппона, учитель веры, 430 год.
- 29 Усекновение главы Иоанна Крестителя.
- 30 Джон Баньян, духовный писатель, 1688 год.
- 31 Айдан, епископ Линдисфарна, миссионер, 651 год.

Альтернативные даты:
- Праздник Пресвятой Девы  Марии может отмечаться 8 сентября или 8 декабря, вместо 15 августа.

## Сентябрь
- 1 Эгидий, отшельник, около 710 года.
- 2 Мученики Папуа — Новой Гвинеи[англ.], 1901 год и 1942 год.
- 3 Григорий Великий, епископ Рима, учитель веры, 604 год.
- 4 Бирин, епископ Дорчестера[англ.], просветитель Уэссекса, 650 год.
- 6 Аллен Фрэнсис Гардинер[англ.], миссионер, основатель Южно-Американского миссионерского общества[англ.], 1851 год.
- 8 Рождество Пресвятой Богородицы.
- 9 Чарльз Фьюдж Лаудер[англ.], священник, 1880 год.
- 13 Иоанн Златоуст, епископ Константинополя, учитель веры, 407 год.
- 14 Воздвижение Креста Господня.
- 15 Киприан, епископ Карфагена, мученик, 258 год.
- 16 Ниниан, епископ Гэллоуэя, просветитель пиктов, около 432 года.

Эдвард Бувери Пьюзи, священник, участник Оксфордского движения, 1882 год.
- 17 Хильдегарда, настоятельница Бингенского монастыря, визионерка, 1179 год.
- 19 Феодор, архиепископ Кентербери, 690 год.
- 20 Джон Кольридж Паттесон, первый епископ Меланезии с сподвижниками, мученики, 1871 год.
- 21 Матфей Евангелист.
- 25 Ланселот Эндрюс, епископ Винчестера, духовный писатель, 1626 год.

Сергий, настоятель Радонежского монастыря, реформатор монашеской жизни, учитель веры, 1392 год.
- 26 Уилсон Карлайл, основатель Церковной армии[англ.], 1942 год.
- 27 Викентий де Поль, основатель Конгрегации миссий, 1660 год.
- 29 Михаил и все ангелы.
- 30 Иероним, переводчик Библии, учитель веры, 420 год.

Альтернативные даты:
- Память Катберту может отмечаться 4 сентября, вместо 20 марта.

## Октябрь
- 1 Ремигий, епископ Реймса, 533 год.

Энтони Эшли Купер, граф Шафтсбери, реформатор общественной жизни, 1885 год.
- 3 Джордж Белл[англ.], епископ Чичестера, экуменист, миротворец, 1958 год.
- 4 Франциск Ассизский, монах, дьякон, основатель Ордена братьев меньших, 1226 год.
- 6 Уильям Тиндейл, переводчик Библии, мученик Реформации, 1536 год.
- 9 Дионисий, епископ Парижа со сподвижниками, мученики, около 250 года.

Роберт Гроссетест, епископ Линкольна, философ, учёный, 1253 год.
- 10 Паулин, епископ Йорка, миссионер, 644 год.

Томас Траэрн, поэт, духовный писатель, 1674 год.
- 11 Этельбурга[англ.], настоятельница Баркингского монастыря, 675 год.

Иаков Дьякон, сподвижник Паулина, после 671 года.
- 12 Уилфрид, епископ, миссионер, 709 год.

Элизабет Фрай, реформатор тюремной системы, 1845 год.
Эдит Кэвелл, сестра милосердия, 1915 год.
- 13 Эдуард Исповедник, король Англии, 1066 год.
- 15 Тереза Великая, учитель веры, 1582 год.
- 16 Николас Ридли, епископ Лондона и Хью Латимер, епископ Вустера, мученики Реформации, 1555 год.
- 17 Игнатий Богоносец, епископ Антиохии, мученик, около 107 года.
- 18 Лука Евангелист.
- 19  Генри Мартин, переводчик Библии, миссионер в Индии и Персии, 1812 год.
- 25 Криспин и Криспиниан, братья, мученики в Риме, около 287 года.
- 26 Альфред Великий, король Западной Саксонии, учёный, 899 год.

Седд, настоятель Ластингэмского монастыря, епископ Восточной Саксонии, 664 год.
- 28 Симон и Иуда Фаддей.
- 29 Джеймс Ханнигтон, епископ Восточной Экваториальной Африки[англ.], мученик, 1885 год.
- 31 Мартин Лютер, реформатор, 1546 год.

Альтернативные даты:
- Память Чэду может отмечаться вместе с памятью Седду 26 октября, вместо 4 марта.

## Ноябрь
- 1 ДЕНЬ ВСЕХ СВЯТЫХ.
- 2 Память всех усопших верных.
- 3 Ричард Хукер, священник, апологет, учитель веры, 1600 год.

Мартин де Поррес, монах, 1639 год.
- 6 Леонард, отшельник, настоятель Ноблатского монастыря, 559 год.

Уильям Темпл, архиепископ Кентербери, учитель веры, 1944 год.
- 7 Виллиброрд, епископ, просветитель Фризии, 739 год.
- 8 Английские святые и мученики.
- 9 Марджери Кемпе, мистик, около 1440 года.
- 10 Лев Великий, епископ Рима, учитель веры, 461 год.
- 11 Мартин Милостивый, епископ Тура, около 397 года.
- 13 Чарльз Симеон, священник, евангелический богослов, 1836 год.
- 14 Сэмюэл Сибэри[англ.], первый англиканский епископ в Северной Америке, 1796 год.
- 16 Маргарита, королева Шотландии, благотворительница, реформатор церковной жизни, 1093 год.

Эдмунд Рич, архиепископ Кентербери, 1240 год.
- 17 Хью, епископ Линкольна, 1200 год.
- 18 Елизавета, ландграфиня Тюрингии, благотворительница, 1231 год.
- 19 Хильда, настоятельница Уитбийского монастыря, 680 год.

Мехтильда, бегинка из Магдебурга, мистик, 1280 год.
- 20 Эдмунд Мученик, король Восточной Англии, мученик, 870 год.

Присцилла Лидия Селлон, реставратор религиозной жизни в Церкви Англии, 1876 год.
- 22 Цецилия, мученица в Риме, около 230 года.
- 23 Климент, епископ Рима, мученик, около 100 года.
- 25 Екатерина, мученица в Александрии, 303 год.

Исаак Уоттс, автор гимнов, 1748 год.
- 29 ДЕНЬ МОЛИТВ И БЛАГОДАРЕНИЙ ЗА МИССИЮ ЦЕРКВИ.
- 30 Андрей.

## Декабрь
- 1 Шарль де Фуко, отшельник в Сахаре, 1916 год.
- 3 Франциск Ксаверий, священник, миссионер, просветитель Индии, 1552 год.
- 4 Иоанн Дамаскин, монах, учитель веры, около 749 года.

Николас Феррар, дьякон, основатель Литтл-Гиддингского общества, 1637 год.
- 6 Николай, архиепископ Мир в Ликии, около 326 года.
- 7 Амворосий, епископ Милана, учитель веры, 397 год.
- 8 Зачатие Пресвятой Богородицы.
- 13 Люция, мученица в Сиракузах, 304 год.

Сэмюэл Джонсон, моралист, 1784 год.
- 14 Иоанн Креста, поэт, учитель веры, 1591 год.
- 17 АНТИФОНЫ[англ.] МАГНИФИКАТ.

Эглантайн Джебб, реформатор общественной жизни, основательница Спасём детей, 1928 год.
- 24 Рождественский сочельник.
- 25 РОЖДЕСТВО ХРИСТОВО.
- 26 Стефан, дьякон, первый мученик.
- 27 Иоанн Богослов.
- 28 Невинные младенцы.
- 29 Томас Бекет, архиепископ Кентербери, мученик, 1170 год.
- 31 Джон Уиклиф, реформатор, 1384 год.

Альтернативные даты:
- Память Фоме может отмечаться 21 декабря, вместо 3 июля.
- Память Томасу Бекету может отмечаться 7 июля, вместо 29 декабря.